# 祈祷螳属
祈祷螳属（学名：Euchomena）为宽颈螳科的一个属。

## 下属物种
本属包括以下物种：
- 马德卡萨祈祷螳 Euchomena madecassa Saussure, 1870